# Alpha Centaury
«Alpha Centaury» (Альфа Центавра) — рідкісний французький рок-гурт, що грав у жанрі прогресивного року. Як і багато інших подібних гуртів, вони записали єдиний, майже однойменний альбом і на цьому все. Інформацію про гурт дуже важко знайти.

## Альбом Alpha Centauri, 1976
Цей дуже короткий альбом лежить в ключі симфонічного прогресивного року сімдесятих років і Pink Floyd; для порівняння можна назвати гурти Carpe Diem, Atoll, Asia minor, Mona Lisa, але Alpha Centaury має трохи більше впливу джазу, зокрема, Alpha Centaury характеризується джазовими барабанами та блюзовим гітарним звучанням. Використання термену («L'Arbre») свідчить про бажання досліджувати широкий інструментальний спектр.

### Композиції
1 — La montre 6'03 (муз. B. Nevez, сл. H. Laot)

2 — L'Arbre 5'50 (S. Nevez)

3 — La Rire des Pierre 2'01

4 — Cage en Béton 2'43 (муз. B. Nevez, сл. H. Laot)

5 — Passant de la Nuit 6'35 (муз. B. Nevez, сл. H. Laot)

6 — Sans nom 5'56 (N. Nevez)

Загальний час звучання 28:08

### Музиканти
— Daniel Abherve / барабани 
 — Serge Nevez / клавішні, вокал 
 — Bruno Nevez / бас-гітара, гітара, вокал 
 — Gilles / бас-гітара 